# Candyass
Candyass è il primo album in studio del gruppo musicale statunitense Orgy, pubblicato nell'agosto 1998 dalla Reprise Records e dalla Elementree Records.

## Tracce
1. Social Enemies – 4:05
2. Stitches – 3:18
3. Dissention – 3:31
4. Platinum – 3:42
5. Fetisha – 4:02
6. Fiend – 4:29
7. Blue Monday – 4:26 – New Order cover
8. Gender – 4:27
9. All the Same – 4:05
10. Pantomime – 4:28
11. Revival – 4:09
12. Dizzy – 3:21